# Éliminatoires de la zone Europe de la Coupe du monde de football 2022
Navigation
Éliminatoires de la Coupe du monde 2018 Éliminatoires de la Coupe du monde 2026
Les éliminatoires de la zone Europe pour la Coupe du monde 2022 sont organisés dans le cadre de l'Union des associations européennes de football (UEFA) et concernent 55 sélections nationales pour 13 places qualificatives. Au total, 13 places en phase finale sont attribuées à la zone de l'UEFA. À la fin du tour principal, les dix vainqueurs de groupes - parmi lesquels figurent les champions du monde Allemagne, Espagne, Angleterre et France, tenante du titre - sont directement qualifiés pour la phase finale, tout comme les Pays-Bas, trois fois finalistes de la Coupe du monde, et la Croatie, finaliste en 2018. 
Trois places supplémentaires sont attribuées à l'issue des barrages où l'Italie, quadruple championne du monde est éliminée par la Macédoine du Nord, alors que la Russie qui devait également disputer ces barrages est disqualifiée par la FIFA à la suite de l'invasion de l'Ukraine par la Russie.  Le Portugal et la Pologne gagnent leur place au Mondial en sortant vainqueurs des deux premières finales de barrages, alors qu'une troisième, voit  le Pays de Galles obtenir le dernier billet européen en battant l'Ukraine, le 5 juin 2022. 

## Équipes engagées
Les 55 équipes nationales de l'UEFA affiliées à la FIFA  participent aux qualifications. Le 9 décembre 2019, l'Agence mondiale antidopage a initialement interdit à la Russie de participer à tous les événements sportifs majeurs pendant quatre ans, après que RUSADA a été jugé non conforme pour avoir remis des données de laboratoire manipulées aux enquêteurs. Cependant, l'équipe nationale de Russie pourrait encore entrer en qualification, car l'interdiction ne s'applique qu'au tournoi final pour décider des champions du monde. La décision de l'AMA a permis aux athlètes qui n'étaient pas impliqués dans le dopage ou la dissimulation de concourir, mais a interdit l'utilisation du drapeau et de l'hymne russes lors d'événements sportifs internationaux majeurs. Un appel auprès du Tribunal arbitral du sport a été déposé, mais la décision de l'AMA a été confirmée et réduite à une interdiction de deux ans. La décision du TAS a également permis que le nom «Russie» soit affiché sur les uniformes si les mots «Athlète neutre» ou «Équipe neutre» avaient la même importance. Si la Russie se qualifie pour le tournoi, ses joueurs ne pourront pas utiliser seul le nom, le drapeau ou l'hymne de leur pays à la Coupe du monde, en raison de l'interdiction de deux ans des championnats du monde et des Jeux olympiques dans tous les sports.

## Format
Le format de qualification a été confirmé par le Comité exécutif de l'UEFA lors de sa réunion à Nyon en Suisse, le 4 décembre 2019,. Les résultats de la Ligue des nations de l'UEFA 2020-2021 sont partiellement pris en compte dans la procédure de qualification, mais à un degré moindre que pour l'Euro 2020. La formule est classique et comprend phase de groupes / barrages, seul le format spécifique des barrages étant modifié,,.

### Phase de groupes
10 groupes de 5 ou 6 équipes (avec les 4 équipes qui jouent la Phase finale de la Ligue des nations de l'UEFA 2020-2021 placés dans un groupe de 5). Les vainqueurs de groupe se qualifient pour la phase finale de la Coupe du monde.

### Barrages
Les 10 nations classées 2e de groupe sont rejointes par les deux meilleurs vainqueurs de groupe de Ligue des nations, sur la base du Classement général de la Ligue des nations de l'UEFA 2020-2021, ayant terminé en dehors des deux premiers de leur groupe de qualification. Ces 12 équipes sont réparties après tirage au sort dans trois parcours de barrages, et disputent chacune un ou deux matchs à élimination directe (demi-finales et finales) sur le terrain de l'une des deux équipes en confrontation. Les 3 vainqueurs de voie se qualifient pour la phase finale de la Coupe du monde.

## Calendrier
En mars 2020, l'UEFA annonce le report des deux journées prévues en juin 2021 à cause de la reprogrammation de l'Euro 2020 en juin et juillet 2021 décidée en raison de la pandémie de Covid-19. Afin de boucler la phase de groupes de qualification en novembre 2021 comme prévu, l'UEFA  annonce le 24 septembre 2020 l'aménagement des périodes internationales de mars et septembre 2021 du calendrier de la FIFA pour permettre l'enchainement de trois matchs de qualification à la suite au lieu de deux normalement,. Les modifications concernant la troisième journée, avancée en mars, et la quatrième journée, retardée en septembre, sont approuvées par le Conseil de la FIFA le 4 décembre 2020.
| Tour             | Journée      | Dates               |
| ---------------- | ------------ | ------------------- |
| Phase de groupes | Journée 1    | 24–25 mars 2021     |
| Phase de groupes | Journée 2    | 27–28 mars 2021     |
| Phase de groupes | Journée 3    | 30–31 mars 2021     |
| Phase de groupes | Journée 4    | 1–2 septembre 2021  |
| Phase de groupes | Journée 5    | 4–5 septembre 2021  |
| Phase de groupes | Journée 6    | 7–8 septembre 2021  |
| Phase de groupes | Journée 7    | 8–9 octobre 2021    |
| Phase de groupes | Journée 8    | 11–12 octobre 2021  |
| Phase de groupes | Journée 9    | 11–13 novembre 2021 |
| Phase de groupes | Journée 10   | 14–16 novembre 2021 |
| Barrages         | Demi-finales | 24–25 mars 2022     |
| Barrages         | Finales      | 28–29 mars 2022     |

| Journée    | Dates               |
| ---------- | ------------------- |
| Journée 1  | 25–27 mars 2021     |
| Journée 2  | 28–30 mars 2021     |
| Journée 3  | 4-5 juin 2021       |
| Journée 4  | 7–8 juin 2021       |
| Journée 5  | 2–4 septembre 2021  |
| Journée 6  | 5–7 septembre 2021  |
| Journée 7  | 7–9 octobre 2021    |
| Journée 8  | 10–12 octobre 2021  |
| Journée 9  | 11–13 novembre 2021 |
| Journée 10 | 14–16 novembre 2021 |

## Premier tour

### Tirage au sort
Le tirage au sort du premier tour (phase de groupes) a eu lieu à Zurich en Suisse, le 7 décembre 2020, 18 h HEC (UTC+1),,,,,. Mais, en raison de la pandémie de Covid-19, ce tirage se déroule sans la présence de représentants des associations membres. Il était initialement prévu de se tenir le 29 novembre 2020. Le 18 juin 2020, le Comité exécutif de l'UEFA approuve le règlement du tirage au sort pour la phase de groupes de qualification. Le tirage au sort est présenté par la journaliste espagnole Cristina Gullón et dirigé par le directeur par intérim des compétitions de la FIFA, Jaime Yarza, assisté par les anciens footballeurs Daniele De Rossi et Rafael van der Vaart pour extraire les balles des chapeaux.
Les 55 équipes sont réparties dans six chapeaux sur la base du Classement mondial de la FIFA de novembre 2020, après la conclusion de la phase de championnat de la Ligue des nations de l'UEFA 2020-2021. Les chapeaux 1 à 5 contiennent dix équipes, tandis que le chapeau 6 en contient cinq. Les équipes sont réparties par tirage au sort dans dix groupes : cinq groupes de cinq équipes (groupes A – E) et cinq groupes de six équipes (groupes F – J). Le tirage commence par le chapeau 1 et se termine par le 6, à partir duquel chaque équipe tirée au sort et assignée au premier groupe disponible dans l'ordre alphabétique. Par conséquent, tous les groupes de six équipes contiennent une équipe issue de chacun des six chapeaux, tandis que tous les groupes de cinq équipes contiennent une équipe de chacun des cinq premiers chapeaux.
Les restrictions suivantes sont appliquées avec l'assistance informatique,, :
- Raisons compétitives : Les quatre équipes participant à la Phase finale de la Ligue des nations de l'UEFA 2020-2021 (Belgique, France, Italie et Espagne) sont obligatoirement affectées dans un groupe de cinq équipes (Groupes A – E) . De plus, un groupe peut contenir au maximum un finaliste de la Ligue des Nations (les quatre équipes figurent effectivement dans le même pot pour le tirage au sort).
- Raisons politiques : Pour des raisons politiques, les matches entre les paires d'équipes suivantes sont considérés comme des affrontements interdits : 
  - Kosovo/Bosnie-Herzégovine
  - Kosovo/Serbie
  - Kosovo/Russie
  - Russie/Ukraine
- Raisons climatiques : Un maximum de deux équipes dont les sites sont identifiés comme présentant un risque élevé ou moyen de conditions hivernales rigoureuses peuvent être placées dans chaque groupe : Biélorussie, Estonie, Iles Féroé, Finlande, Islande, Lettonie, Lituanie, Norvège, Russie, Ukraine.
  - Les hôtes à hiver rigoureux (Îles Féroé et Islande) ne peuvent généralement pas accueillir de matchs en mars ou novembre et ne peuvent donc pas être réunis ; les autres jouent le moins de matches à domicile possible en mars et novembre.
- Raisons géographiques : Un maximum d'une paire d'équipes identifiées avec une distance de déplacement excessive par rapport à d'autres pays peut être placée dans chaque groupe :
  - Kazakhstan avec Andorre, Angleterre, Écosse, Espagne, France, Gibraltar, Îles Féroé, Irlande, Irlande du Nord, Islande, Malte, Portugal, Pays de Galles
  - Azerbaïdjan avec Islande, Gibraltar, Portugal
  - Islande avec Arménie, Chypre, Géorgie, Israël

Les équipes sont placées dans les chapeaux servant au tirage en suivant le classement mondial de la FIFA de novembre 2020 (rang indiqué dans la deuxième colonne),.
| Équipe     | Rang |
| ---------- | ---- |
| Belgique   | 1    |
| France T   | 3    |
| Angleterre | 4    |
| Portugal   | 5    |
| Espagne    | 6    |
| Italie     | 10   |
| Croatie    | 11   |
| Danemark   | 12   |
| Allemagne  | 13   |
| Pays-Bas   | 14   |

| Équipe         | Rang |
| -------------- | ---- |
| Suisse         | 16   |
| Pays de Galles | 18   |
| Pologne        | 19   |
| Suède          | 20   |
| Autriche       | 23   |
| Ukraine        | 24   |
| Serbie         | 30   |
| Turquie        | 32   |
| Slovaquie      | 33   |
| Roumanie       | 37   |

| Équipe               | Rang |
| -------------------- | ---- |
| Russie               | 39   |
| Hongrie              | 40   |
| République d'Irlande | 42   |
| Tchéquie             | 42   |
| Norvège              | 44   |
| Irlande du Nord      | 45   |
| Islande              | 46   |
| Écosse               | 48   |
| Grèce                | 53   |
| Finlande             | 54   |

| Équipe             | Rang |
| ------------------ | ---- |
| Bosnie-Herzégovine | 55   |
| Slovénie           | 62   |
| Monténégro         | 63   |
| Macédoine du Nord  | 65   |
| Albanie            | 66   |
| Bulgarie           | 68   |
| Israël             | 87   |
| Biélorussie        | 88   |
| Géorgie            | 89   |
| Luxembourg         | 98   |

| Équipe      | Rang |
| ----------- | ---- |
| Arménie     | 99   |
| Chypre      | 100  |
| Îles Féroé  | 107  |
| Azerbaïdjan | 109  |
| Estonie     | 109  |
| Kosovo      | 117  |
| Kazakhstan  | 122  |
| Lituanie    | 129  |
| Lettonie    | 136  |
| Andorre     | 151  |

| Équipe        | Rang |
| ------------- | ---- |
| Malte         | 176  |
| Moldavie      | 177  |
| Liechtenstein | 181  |
| Gibraltar     | 195  |
| Saint-Marin   | 210  |

En gras : les équipes qui parviendront finalement à se qualifier pour la Coupe du monde 2022.

### Groupes
La liste des rencontres est confirmée par l'UEFA le 8 décembre 2020, le lendemain du tirage au sort,,. Le Qatar est partenaire du groupe A à cinq équipes, ce qui permet aux hôtes de la Coupe du monde 2022 de disputer des matches amicaux centralisés contre ces pays à leurs dates de « repos ». Ces matches amicaux ne comptent bien évidemment pas dans le classement du groupe concerné,.

#### Groupe A
| Rang | Équipe               | Pts | J | G | N | P | Bp | Bc | Diff |  | Résultats (▼ dom., ► ext.) |     |     |     |     |     |
| ---- | -------------------- | --- | - | - | - | - | -- | -- | ---- |  | -------------------------- | --- | --- | --- | --- | --- |
| 1    | Serbie               | 20  | 8 | 6 | 2 | 0 | 18 | 9  | +9   |  | Serbie                     |     | 2-2 | 3-2 | 4-1 | 3-1 |
| 2    | Portugal             | 17  | 8 | 5 | 2 | 1 | 17 | 6  | +11  |  | Portugal                   | 1-2 |     | 2-1 | 5-0 | 1-0 |
| 3    | République d'Irlande | 9   | 8 | 2 | 3 | 3 | 11 | 9  | +2   |  | République d'Irlande       | 1-1 | 0-0 |     | 0-1 | 1-1 |
| 4    | Luxembourg           | 9   | 8 | 3 | 0 | 5 | 8  | 18 | -10  |  | Luxembourg                 | 0-1 | 1-3 | 0-3 |     | 2-1 |
| 5    | Azerbaïdjan          | 1   | 8 | 0 | 1 | 7 | 6  | 18 | -12  |  | Azerbaïdjan                | 1-2 | 0-3 | 1-3 | 1-3 |     |

#### Groupe B
| Rang | Équipe  | Pts | J | G | N | P | Bp | Bc | Diff |  | Résultats (▼ dom., ► ext.) |     |     |     |     |     |
| ---- | ------- | --- | - | - | - | - | -- | -- | ---- |  | -------------------------- | --- | --- | --- | --- | --- |
| 1    | Espagne | 19  | 8 | 6 | 1 | 1 | 15 | 5  | +10  |  | Espagne                    |     | 1-0 | 1-1 | 4-0 | 3-1 |
| 2    | Suède   | 15  | 8 | 5 | 0 | 3 | 12 | 6  | +6   |  | Suède                      | 2-1 |     | 2-0 | 1-0 | 3-0 |
| 3    | Grèce   | 10  | 8 | 2 | 4 | 2 | 8  | 8  | 0    |  | Grèce                      | 0-1 | 2-1 |     | 1-1 | 1-1 |
| 4    | Géorgie | 7   | 8 | 2 | 1 | 5 | 6  | 12 | -6   |  | Géorgie                    | 1-2 | 2-0 | 0-2 |     | 0-1 |
| 5    | Kosovo  | 5   | 8 | 1 | 2 | 5 | 5  | 15 | -10  |  | Kosovo                     | 0-2 | 0-3 | 1-1 | 1-2 |     |

#### Groupe C
| Rang | Équipe          | Pts | J | G | N | P | Bp | Bc | Diff |  | Résultats (▼ dom., ► ext.) |     |     |     |     |     |
| ---- | --------------- | --- | - | - | - | - | -- | -- | ---- |  | -------------------------- | --- | --- | --- | --- | --- |
| 1    | Suisse          | 18  | 8 | 5 | 3 | 0 | 15 | 2  | +13  |  | Suisse                     |     | 0-0 | 2-0 | 4-0 | 1-0 |
| 2    | Italie          | 16  | 8 | 4 | 4 | 0 | 13 | 2  | +11  |  | Italie                     | 1-1 |     | 2-0 | 1-1 | 5-0 |
| 3    | Irlande du Nord | 9   | 8 | 2 | 3 | 3 | 6  | 7  | -1   |  | Irlande du Nord            | 0-0 | 0-0 |     | 0-0 | 1-0 |
| 4    | Bulgarie        | 8   | 8 | 2 | 2 | 4 | 6  | 14 | -8   |  | Bulgarie                   | 1-3 | 0-2 | 2-1 |     | 1-0 |
| 5    | Lituanie        | 3   | 8 | 1 | 0 | 7 | 4  | 17 | -13  |  | Lituanie                   | 0-2 | 0-4 | 1-4 | 3-1 |     |

#### Groupe D
| Rang | Équipe             | Pts | J | G | N | P | Bp | Bc | Diff |  | Résultats (▼ dom., ► ext.) |     |     |     |     |     |
| ---- | ------------------ | --- | - | - | - | - | -- | -- | ---- |  | -------------------------- | --- | --- | --- | --- | --- |
| 1    | France T           | 18  | 8 | 5 | 3 | 0 | 18 | 3  | +15  |  | France T                   |     | 1-1 | 2-0 | 1-1 | 8-0 |
| 2    | Ukraine            | 12  | 8 | 2 | 6 | 0 | 11 | 8  | +3   |  | Ukraine                    | 1-1 |     | 1-1 | 1-1 | 1-1 |
| 3    | Finlande           | 11  | 8 | 3 | 2 | 3 | 10 | 10 | 0    |  | Finlande                   | 0-2 | 1-2 |     | 2-2 | 1-0 |
| 4    | Bosnie-Herzégovine | 7   | 8 | 1 | 4 | 3 | 9  | 12 | -3   |  | Bosnie-Herzégovine         | 0-1 | 0-2 | 1-3 |     | 2-2 |
| 5    | Kazakhstan         | 3   | 8 | 0 | 3 | 5 | 5  | 20 | -15  |  | Kazakhstan                 | 0-2 | 2-2 | 0-2 | 0-2 |     |

#### Groupe E
| Rang | Équipe         | Pts | J | G | N | P | Bp | Bc | Diff |  | Résultats (▼ dom., ► ext.) |     |     |     |     |     |
| ---- | -------------- | --- | - | - | - | - | -- | -- | ---- |  | -------------------------- | --- | --- | --- | --- | --- |
| 1    | Belgique       | 20  | 8 | 6 | 2 | 0 | 25 | 6  | +19  |  | Belgique                   |     | 3-1 | 3-0 | 3-1 | 8-0 |
| 2    | Pays de Galles | 15  | 8 | 4 | 3 | 1 | 14 | 9  | +5   |  | Pays de Galles             | 1-1 |     | 1-0 | 0-0 | 5-1 |
| 3    | Tchéquie       | 14  | 8 | 4 | 2 | 2 | 14 | 9  | +5   |  | Tchéquie                   | 1-1 | 2-2 |     | 2-0 | 1-0 |
| 4    | Estonie        | 4   | 8 | 1 | 1 | 6 | 9  | 21 | -12  |  | Estonie                    | 2-5 | 0-1 | 2-6 |     | 2-0 |
| 5    | Biélorussie    | 3   | 8 | 1 | 0 | 7 | 7  | 24 | -17  |  | Biélorussie                | 0-1 | 2-3 | 0-2 | 4-2 |     |

#### Groupe F
| Rang | Équipe     | Pts | J  | G | N | P | Bp | Bc | Diff |  | Résultats (▼ dom., ► ext.) |     |     |     |     |     |     |
| ---- | ---------- | --- | -- | - | - | - | -- | -- | ---- |  | -------------------------- | --- | --- | --- | --- | --- | --- |
| 1    | Danemark   | 27  | 10 | 9 | 0 | 1 | 30 | 3  | +27  |  | Danemark                   |     | 2-0 | 5-0 | 1-0 | 3-1 | 8-0 |
| 2    | Écosse     | 23  | 10 | 7 | 2 | 1 | 17 | 7  | +10  |  | Écosse                     | 2-0 |     | 3-2 | 2-2 | 4-0 | 1-0 |
| 3    | Israël     | 16  | 10 | 5 | 1 | 4 | 23 | 21 | +2   |  | Israël                     | 0-2 | 1-1 |     | 5-2 | 3-2 | 2-1 |
| 4    | Autriche   | 16  | 10 | 5 | 1 | 4 | 19 | 17 | +2   |  | Autriche                   | 0-4 | 0-1 | 4-2 |     | 3-1 | 4-1 |
| 5    | Îles Féroé | 4   | 10 | 1 | 1 | 8 | 7  | 23 | -16  |  | Îles Féroé                 | 0-1 | 0-1 | 0-4 | 0-2 |     | 2-1 |
| 6    | Moldavie   | 1   | 10 | 0 | 1 | 9 | 5  | 30 | -25  |  | Moldavie                   | 0-4 | 0-2 | 1-4 | 0-2 | 1-1 |     |

#### Groupe G
| Rang | Équipe     | Pts | J  | G | N | P  | Bp | Bc | Diff |  | Résultats (▼ dom., ► ext.) |     |     |     |     |     |     |
| ---- | ---------- | --- | -- | - | - | -- | -- | -- | ---- |  | -------------------------- | --- | --- | --- | --- | --- | --- |
| 1    | Pays-Bas   | 23  | 10 | 7 | 2 | 1  | 33 | 8  | +25  |  | Pays-Bas                   |     | 6-1 | 2-0 | 4-0 | 2-0 | 6-0 |
| 2    | Turquie    | 21  | 10 | 6 | 3 | 1  | 27 | 16 | +11  |  | Turquie                    | 4-2 |     | 1-1 | 2-2 | 3-3 | 6-0 |
| 3    | Norvège    | 18  | 10 | 5 | 3 | 2  | 15 | 8  | +7   |  | Norvège                    | 1-1 | 0-3 |     | 2-0 | 0-0 | 5-1 |
| 4    | Monténégro | 12  | 10 | 3 | 3 | 4  | 14 | 15 | -1   |  | Monténégro                 | 2-2 | 1-2 | 0-1 |     | 0-0 | 4-1 |
| 5    | Lettonie   | 9   | 10 | 2 | 3 | 5  | 11 | 14 | -3   |  | Lettonie                   | 0-1 | 1-2 | 0-2 | 1-2 |     | 3-1 |
| 6    | Gibraltar  | 0   | 10 | 0 | 0 | 10 | 4  | 43 | -39  |  | Gibraltar                  | 0-7 | 0-3 | 0-3 | 0-3 | 1-3 |     |

#### Groupe H
| Rang | Équipe    | Pts | J  | G | N | P | Bp | Bc | Diff |  | Résultats (▼ dom., ► ext.) |     |     |     |     |     |     |
| ---- | --------- | --- | -- | - | - | - | -- | -- | ---- |  | -------------------------- | --- | --- | --- | --- | --- | --- |
| 1    | Croatie   | 23  | 10 | 7 | 2 | 1 | 21 | 4  | +17  |  | Croatie                    |     | 1-0 | 2-2 | 3-0 | 1-0 | 3-0 |
| 2    | Russie    | 22  | 10 | 7 | 1 | 2 | 19 | 6  | +13  |  | Russie                     | 0-0 |     | 1-0 | 2-1 | 6-0 | 2-0 |
| 3    | Slovaquie | 14  | 10 | 3 | 5 | 2 | 17 | 10 | +7   |  | Slovaquie                  | 0-1 | 2-1 |     | 2-2 | 2-0 | 2-2 |
| 4    | Slovénie  | 14  | 10 | 4 | 2 | 4 | 13 | 12 | +1   |  | Slovénie                   | 1-0 | 1-2 | 1-1 |     | 2-1 | 1-0 |
| 5    | Chypre    | 5   | 10 | 1 | 2 | 7 | 4  | 21 | -17  |  | Chypre                     | 0-3 | 0-2 | 0-0 | 1-0 |     | 2-2 |
| 6    | Malte     | 5   | 10 | 1 | 2 | 7 | 9  | 30 | -21  |  | Malte                      | 1-7 | 1-3 | 0-6 | 0-4 | 3-0 |     |

#### Groupe I
| Rang | Équipe      | Pts | J  | G | N | P  | Bp | Bc | Diff |  | Résultats (▼ dom., ► ext.) |      |     |     |     |     |     |
| ---- | ----------- | --- | -- | - | - | -- | -- | -- | ---- |  | -------------------------- | ---- | --- | --- | --- | --- | --- |
| 1    | Angleterre  | 26  | 10 | 8 | 2 | 0  | 39 | 3  | +36  |  | Angleterre                 |      | 2-1 | 5-0 | 1-1 | 4-0 | 5-0 |
| 2    | Pologne     | 20  | 10 | 6 | 2 | 2  | 30 | 11 | +19  |  | Pologne                    | 1-1  |     | 4-1 | 1-2 | 3-0 | 5-0 |
| 3    | Albanie     | 18  | 10 | 6 | 0 | 4  | 12 | 12 | 0    |  | Albanie                    | 0-2  | 0-1 |     | 1-0 | 1-0 | 5-0 |
| 4    | Hongrie     | 17  | 10 | 5 | 2 | 3  | 19 | 13 | +6   |  | Hongrie                    | 0-4  | 3-3 | 0-1 |     | 2-1 | 4-0 |
| 5    | Andorre     | 6   | 10 | 2 | 0 | 8  | 8  | 24 | -16  |  | Andorre                    | 0-5  | 1-4 | 0-1 | 1-4 |     | 2-0 |
| 6    | Saint-Marin | 0   | 10 | 0 | 0 | 10 | 1  | 46 | -45  |  | Saint-Marin                | 0-10 | 1-7 | 0-2 | 0-3 | 0-3 |     |

#### Groupe J
| Rang | Équipe            | Pts | J  | G | N | P | Bp | Bc | Diff |  | Résultats (▼ dom., ► ext.) |     |     |     |     |     |     |
| ---- | ----------------- | --- | -- | - | - | - | -- | -- | ---- |  | -------------------------- | --- | --- | --- | --- | --- | --- |
| 1    | Allemagne         | 27  | 10 | 9 | 0 | 1 | 36 | 4  | +32  |  | Allemagne                  |     | 1-2 | 2-1 | 6-0 | 3-0 | 9-0 |
| 2    | Macédoine du Nord | 18  | 10 | 5 | 3 | 2 | 25 | 13 | +12  |  | Macédoine du Nord          | 0-4 |     | 0-0 | 0-0 | 3-1 | 5-0 |
| 3    | Roumanie          | 17  | 10 | 5 | 2 | 3 | 15 | 10 | +5   |  | Roumanie                   | 0-1 | 3-2 |     | 1-0 | 0-0 | 2-0 |
| 4    | Arménie           | 12  | 10 | 3 | 3 | 4 | 9  | 20 | -11  |  | Arménie                    | 1-4 | 0-5 | 3-2 |     | 2-0 | 1-1 |
| 5    | Islande           | 9   | 10 | 2 | 3 | 5 | 12 | 18 | -6   |  | Islande                    | 0-4 | 2-2 | 0-2 | 1-1 |     | 4-0 |
| 6    | Liechtenstein     | 1   | 10 | 0 | 1 | 9 | 2  | 34 | -32  |  | Liechtenstein              | 0-2 | 0-4 | 0-2 | 0-1 | 1-4 |     |

## Deuxième tour
Le deuxième tour (barrages) est disputé par les dix deuxièmes de groupe et les deux meilleurs vainqueurs de groupes de la Ligue des Nations, sur la base de l'édition 2020–2021, qui ont terminé en dehors des deux premiers de leur groupe de qualification. Trois parcours indépendants de barrages sont définis, chacun comportant deux demi-finales et une finale à élimination directe sur un seul match. Les demi-finales sont accueillies par les six finalistes les mieux classés de la phase de groupes de qualification, tandis que l'hôte de chaque finale est déterminé par tirage au sort. Les demi-finales se jouent le 24 mars et les finales le 29 mars 2022. Les vainqueurs de chaque voie se qualifient pour la Coupe du monde. La Russie, deuxième du Groupe H, devait disputer les barrages et jouer contre la Pologne le 24 mars. Mais, le 28 février 2022, à la suite de l'invasion de l'Ukraine par la Russie, elle est suspendue par la FIFA et finalement disqualifiée. 